# Турсинов Нурсултан Шингисбекович
Нурсултан Шингисбекович Турсинов (каз. Нұрсұлтан Шынбеспекулы Тұрсынов; нар. 30 січня 1991, Семипалатинськ, Семипалатинська область, Казахська РСР, СРСР (нині Східноказахстанська область, Казахстан)) — казахський борець греко-римського стилю, чемпіон та срібний призер чемпіонатів Азії. Майстер спорту Казахстану міжнародного класу з греко-римської боротьби.

## Біографія
З семи років почав займатися боротьбою казакша курес. Нурсултана з його старшим братом Мухітом привів на заняття батько, який сам займався цим видом національної боротьби до 40 років, перемагав на районних, обласних та республіканських змаганнях. Однак тренер Єргази Сагинаєв попросив батька віддати хлопця на греко-римську боротьбу і почав його тренувати. З тих пір Нурсултан разом з цим тренером. Брат Мухіт прордовжував займатися боротьбою казакша курес і став чемпіоном Азії та дворазовим чемпіоном світу з цього виду спорту.
На початку 2016 року Об'єднаний світ боротьби дискваліфікував Нурсултана Турсинова до 3 березня 2020 року за порушення антидопінгових правил — чемпіон Азії попався на мельдонії.

## Спортивні результати на міжнародних змаганнях

### Виступи на Олімпіадах
| Змагання                    | Збірна    | Вагова категорія                 | Місце |
| --------------------------- | --------- | -------------------------------- | ----- |
| Літні Олімпійські ігри 2020 | Казахстан | греко-римська боротьба, до 87 кг | 14    |

### Виступи на Чемпіонатах світу
| Змагання                        | Збірна    | Вагова категорія                 | Місце |
| ------------------------------- | --------- | -------------------------------- | ----- |
| Чемпіонат світу з боротьби 2013 | Казахстан | греко-римська боротьба, до 84 кг | 10    |
| Чемпіонат світу з боротьби 2015 | Казахстан | греко-римська боротьба, до 85 кг | 11    |
| Чемпіонат світу з боротьби 2021 | Казахстан | греко-римська боротьба, до 87 кг | 10    |
| Чемпіонат світу з боротьби 2022 | Казахстан | греко-римська боротьба, до 87 кг | 8     |

### Виступи на Чемпіонатах Азії
| Змагання                       | Збірна    | Вагова категорія                 | Місце  |
| ------------------------------ | --------- | -------------------------------- | ------ |
| Чемпіонат Азії з боротьби 2014 | Казахстан | греко-римська боротьба, до 85 кг | Золото |
| Чемпіонат Азії з боротьби 2015 | Казахстан | греко-римська боротьба, до 85 кг | Срібло |
| Чемпіонат Азії з боротьби 2021 | Казахстан | греко-римська боротьба, до 87 кг | 5      |

### Виступи на Азійських іграх
| Змагання           | Збірна    | Вагова категорія                 | Місце |
| ------------------ | --------- | -------------------------------- | ----- |
| Азійські ігри 2014 | Казахстан | греко-римська боротьба, до 85 кг | 5     |

### Виступи на інших змаганнях
| Змагання                                                      | Збірна    | Вагова категорія                 | Місце  |
| ------------------------------------------------------------- | --------- | -------------------------------- | ------ |
| Кубок Президента Казахстану з боротьби 2012                   | Казахстан | греко-римська боротьба, до 84 кг | Бронза |
| Кубок Азовмаша 2013                                           | Казахстан | греко-римська боротьба, до 84 кг | 5      |
| Літня Універсіада 2013                                        | Казахстан | греко-римська боротьба, до 84 кг | 5      |
| Кубок Президента Казахстану з боротьби 2013                   | Казахстан | греко-римська боротьба, до 84 кг | Бронза |
| Міжнародний меморіал Дейва Шульца 2014                        | Казахстан | греко-римська боротьба, до 85 кг | 5      |
| Гран-прі Іспанії з боротьби 2014                              | Казахстан | греко-римська боротьба, до 85 кг | Золото |
| Міжнародний меморіал Дейва Шульца 2015                        | Казахстан | греко-римська боротьба, до 85 кг | Бронза |
| Гран-прі FILA 2015                                            | Казахстан | греко-римська боротьба, до 85 кг | 5      |
| Кубок Президента Казахстану з боротьби 2015                   | Казахстан | греко-римська боротьба, до 85 кг | Срібло |
| Меморіал Болата Турлиханова 2015                              | Казахстан | греко-римська боротьба, до 85 кг | Золото |
| Міжнародний турнір Маттео Пелліцоне 2021                      | Казахстан | греко-римська боротьба, до 87 кг | 9      |
| Азійський олімпійський кваліфікаційний турнір з боротьби 2021 | Казахстан | греко-римська боротьба, до 87 кг | Золото |
| Меморіал Болата Турлиханова 2022                              | Казахстан | греко-римська боротьба, до 87 кг | 5      |